# Puma (släkte)
Puma är ett släkte i familjen kattdjur (Felidae) som innehåller arterna  puma och jaguarundi (båda i Nord- och Sydamerika och med ett flertal underarter) samt den numera utdöda owens panter (förekom i Eurasien, bland annat Frankrike).